# Aulonothroscus argentinus
Aulonothroscus argentinus is een keversoort uit de familie dwergkniptorren (Throscidae). De wetenschappelijke naam van de soort werd in 1916 gepubliceerd door Maurice Pic.